# Met-Klasse E
Die Klasse E der Metropolitan Railway (Met) war eine Baureihe von Thomas Foster Clark entworfenen Nassdampf-Tenderlokomotiven mit der Achsfolge B2’, die zwischen 1896 und 1901 gebaut wurden. Insgesamt wurden sieben Lokomotiven gebaut, drei von der bahneigenen Werkstatt in Neasden, vier von der Hawthorn, Leslie & Company in Newcastle upon Tyne. Bis 1941 wurden alle ausgemustert bis auf die erhaltene Nummer 1, die 1965 ausgemustert wurde.

## Geschichte

### Vorgeschichte
Die erste Untergrundbahn der Welt, die Metropolitan Railway, wurde im Januar 1863 in London eröffnet. Der Inner Circle wurde 1884 fertiggestellt. Die wichtigste Strecke der Metropolitan Railway war jedoch die von der Baker Street nach Nordwesten ins ländliche Middlesex führende Strecke. Sie erreichte 1892 Verney Junction und wurde zur neuen Stammstrecke der Metropolitan Railway.

Lokomotive der Klasse B

Bei dieser Netzerweiterung kamen anfangs die von Beyer, Peacock & Co. gebauten Lokomotiven der Klassen A und B zum Einsatz, die auch auf dem Inner Circle fuhren. Diese 2’B-Lokomotiven mit Außenzylindern bewährten sich jedoch nicht für höhere Geschwindigkeiten, da sie dabei starke Laufunruhe entwickelten, die sich auch auf die verwendeten Zweiachswagen übertrug. Die Schwingungen waren so stark, dass die Fahrgäste oft Probleme hatten, ihre Sitze zu halten. Abgesehen davon boten diese Lokomotiven ohne Führerhaus keinen Wetterschutz für das Personal.

Lokomotive Nr. 70 der Klasse C

Um die Situation zu verbessern beschaffte die Metropolitan Railway 1891 vier B2’-Lokomotiven mit Innenzylinder-Triebwerk. Diese waren leicht modifizierte Versionen der von James Stirling entworfenen Q-Klasse der South Eastern Railway (SER). Die von Neilson & Company gebauten Lokomotiven wurden der Klasse C zugewiesen. Dies waren die ersten Lokomotiven der Met, die ein Führerhaus hatten.

### Bau
Aufgrund der Erfahrungen mit der Klasse C entwarf Thomas Foster Clark die Klasse E – eine leistungsfähigere Variante der Klasse C. Seit den von Beyer Peacock gelieferten Lokomotiven für den Inner Circle waren es die ersten speziell für die Met entworfenen Lokomotiven. Die ersten beiden Lokomotiven wurden in der bahneigenen Werkstatt in Neasden gebaut und erhielten die Nummern 77 und 78.
1898 folgte eine weitere Lokomotive aus der Werkstatt in Neasden als Ersatz für die bei einem Zusammenstoß in der Baker Street zerstörte Lokomotive Jupiter der Klasse A mit der Nummer 1, deren Nummer übernommen wurde. Sie wurde aus Ersatzteilen der ersten beiden Lokomotiven zusammengebaut und unterscheidet sich in einigen Details von den anderen Lokomotiven der Baureihe.
In den Jahren 1900 und 1901 wurden weitere vier Lokomotiven von Hawthorn, Leslie & Company in Glasgow gebaut – dem Betrieb, in dem Thomas Foster Clark seine Ausbildung abgeschlossen hatte. Diese erhielten die Nummern 79 bis 82. Die Beschaffungskosten pro Lokomotive waren 3350 Pfund Sterling, was der Kaufkraft von ungefähr 520.000 Euro im Jahre 2025 entspricht.

### Betrieb
Bis 1920 führten die Lokomotiven der Klasse E die Personenzüge auf der Stammstrecke von Baker Street nach Verney Junction, dann wurden sie von den 2’B2’-Tenderlokomotiven der Klasse H abgelöst. Anschließend wurden die Lokomotiven der Klasse E für untergeordnete Aufgaben eingesetzt, beispielsweise für Züge auf dem sechs Kilometer langen Chesham Branch, der im Bahnhof Chalfont & Latimer von der Stammstrecke abzweigt, sowie für Güter- und Arbeitszüge.
Der Streckenabschnitt nördlich von Harrow-on-the-Hill bis Verney Junction wurde seit 1906 auch durch die Great Central Railway (GCR) mitbenutzt, die über diesen Abschnitt ihren Bahnhof Marylebone in London erreichte. Der Streckenabschnitt wurde deshalb durch die Metropolitan and Great Central Joint Railway (MGCJR) betrieben, eine Gesellschaft die als Joint Venture von der Metropolitan Railway und der Great Central Railway (GCR) gegründet wurde. Bei der Gruppierung der britischen Bahngesellschaften im Jahre 1923 wurde die GCR von der LNER übernommen.
Nachdem 1933 die Metro Railway zusammen mit den anderen Gesellschaften, die öffentliche Verkehrsmittel in London betrieben, zum London Passenger Transport Board (LPTB) zusammengeschlossen wurden, wurde 1937 der gesamte Verkehr nördlich von Rickmansworth mit Ausnahme des Uxbridge Branch an die LNER übergeben. Außerdem machte die Elektrifizierung Lokomotiven überflüßig, weshalb 1935 nur noch die vier Lokomotiven mit den Nummern 1, 77, 80 und 81 zum LPTB gelangten, die restlichen wurden ausgemustert und abgebrochen. Die Nummer 1 erhielt die Nummer L44, die restlichen Lokomotiven die Nummern L46 bis L48. Die Nummer L47 wurde 1941 ebenfalls abgebrochen. Die restlichen Lokomotiven wurden meist von der Werkstatt Neasden aus für Arbeitszüge eingesetzt, die manchmal bis Aylesbury gelangten.
Nach dem Zweiten Weltkrieg wurde regelmäßig eine Lokomotive der E-Klasse im Bahnhof Rickmansworth stationiert, um im Falle eines Ausfalls von Lokomotiven der London and North Eastern Railway (LNER) auf der Metropolitan Line nördlich von Rickmansworth einzuspringen.
Die verbliebenen Lokomotiven wurden zwischen 1963 und 1964 ausgemustert. Die L 44 wurde noch bis 1965 eingesetzt und anschließend als historisches Fahrzeug erhalten.

### Erhaltene Lokomotive

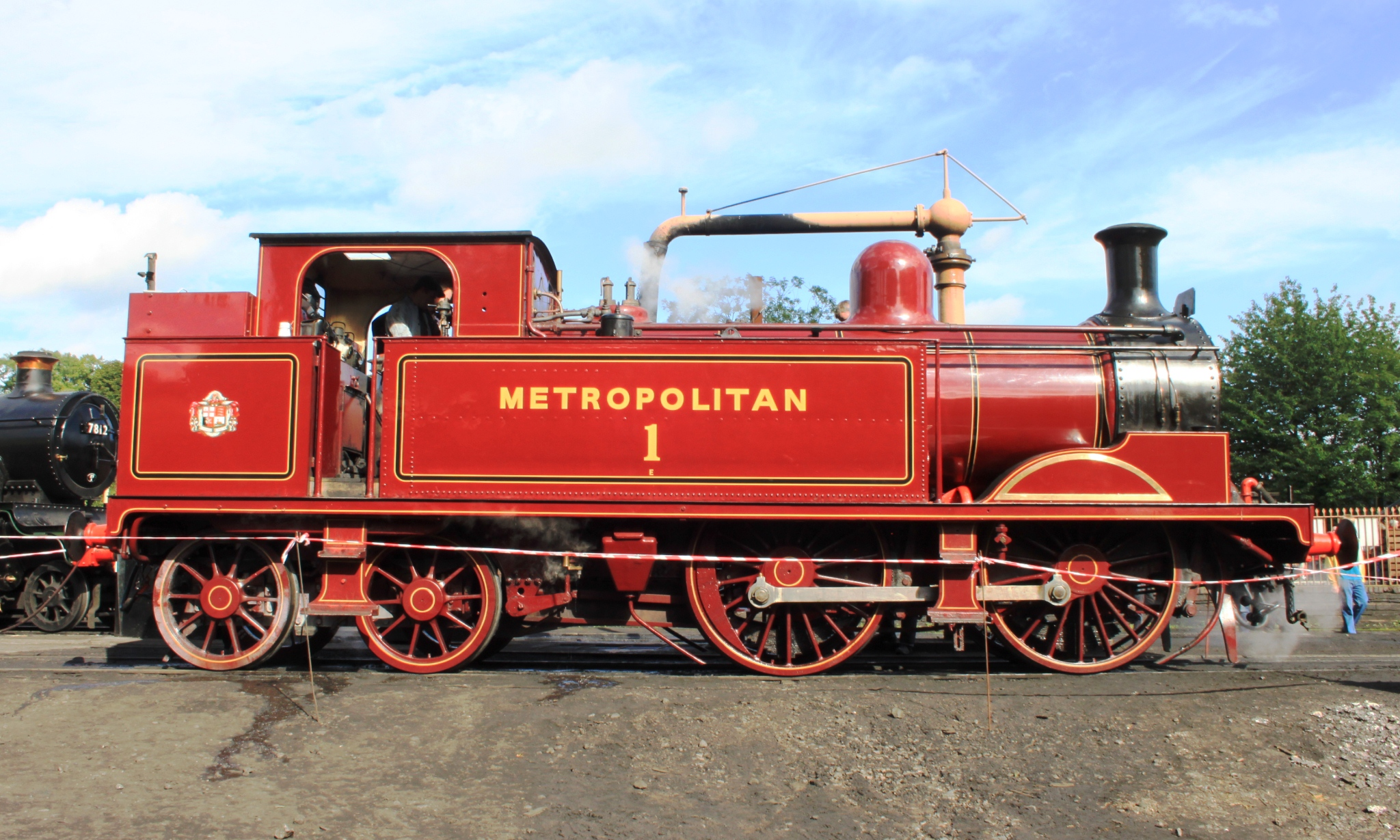
Erhaltene Lokomotive Nr. 1

Die ehemalige Lokomotive Met-Nummer 1, die beim LPTB die Nummer L44 erhielt, ist dank der Initiative eines 19-jährigen Lehrlings der LPTB erhalten geblieben. Als Jim Stinger feststellte, dass die LPTB alle eigenen Lokomotiven verschrotten und die benötigten Lokomotivdienste in Zukunft durch ehemalige Panniertanklokomotiven der Great Western Railway (GWR) oder Akkumulatorenlokomotiven abdecken wollte, rief er 1962 den Met Tank Appeal Fund ins Leben. Ursprünglich sollte die Lokomotive L52, eine C1’-Lokomotive der Klasse F aus dem Jahr 1901, erhalten werden. Es stellte sich jedoch heraus, dass die ausgewählte Lokomotive einen Rahmenriss hatte und deshalb nicht zur Erhaltung geeignet war.
Daraufhin bot die LPTB die L44 für 450 Pfund an. Es handelte sich um die Lokomotive, die 1904 den Eröffnungszug auf dem Uxbridge Branch, im Juli 1960 den letzten Dampfzug auf dem Chesham Branch und 1961 den letzten dampflokomotivbespannten Personenzug des gesamten LPTB-Netzes zog. 1963 wurde sie bei der Parade zum 100. Jahrestag der Eröffnung der ersten Strecke der Metropolitan Railway gezeigt. Dort zog sie einen aus vier Ashbury-Wagen und einem Milchwagen bestehenden Zug.

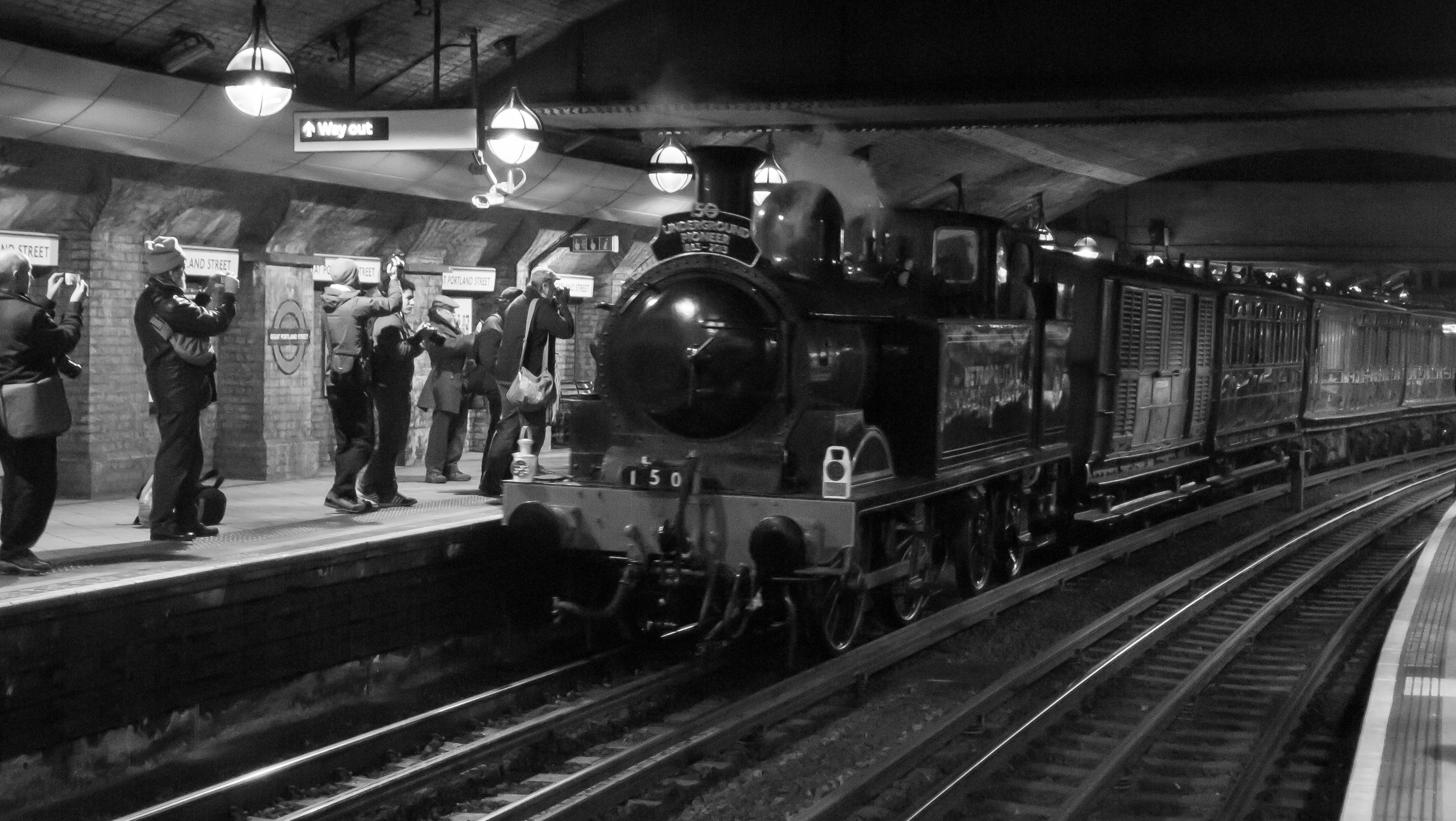
Dampfzug anlässlich des 150-jährigen Bestehens der U-Bahn London (2013)

Jim erwarb die Lokomotive und ließ sie im März 1964 von Neasden nach Luton überführen, wo sie im Depot abgestellt werden konnte. 1970 kam die Lokomotive in das Buckinghamshire Railway Centre. Dieses Museum befindet sich auf dem Gelände des 1966 geschlossenen Bahnhofs Quainton Road, wo damals die Hauptstrecke der Great Central Railway (GCR) in die Strecke der Metropolitan Railway mündete. Die Lokomotive wurde aufgearbeitet, sodass sie in der Zeit von 1999 bis 2009 und von 2013 bis 2019 wieder betrieben werden konnte. Im Januar 2013 erlangte die Lokomotive große Berühmtheit, als sie anlässlich des 150-jährigen Bestehens der U-Bahn London zur Feier auf der U-Bahnstrecke zwischen Edgware Road und Moorgate fuhr.

## Technik
Die Klasse E war die erste speziell für die Metropolitan Railway entwickelte Lokomotivbaureihe. Sie war eine verbesserte Variante der Klasse C und konnte eine Zugkraft von 67 kN (15.000 lbf) entwickeln. Ihre Kuppelräder hatten einen Durchmesser von 1676 mm (5 ft 6 in). Die Lokomotiven besaßen ein Innentriebwerk mit Stephenson-Steuerung. Die Feuerbüchse war zwischen der zweiten Kuppelachse und dem Drehgestell angeordnet. Ursprünglich waren alle Lokomotiven wahrscheinlich mit einer Vorrichtung zur Kondensierung des Abdampfs ausgestattet. Diese leitete den für den Betrieb des Blasrohrs nicht benötigten Abdampf in die seitlichen Wasserkästen zurück. Dadurch wurde das Kesselspeisewasser aufgeheizt und die Belastung der Tunnelstrecken mit Abdampf verringert. An einem dicken Rohr, das seitlich von der Rauchkammer zu den Wasserkästen führte, war diese Einrichtung erkennbar, die später entfernt wurde.